# Remember (존 레논의 노래)
〈Remember〉는 존 레논의 첫 공식 솔로 음반인 《John Lennon/Plastic Ono Band》 나오는 1970년대 노래이다.

## 참여 인원
원래 녹음에서 연주한 음악가는 다음과 같다.
- 존 레논 - 보컬, 피아노
- 링고 스타 - 드럼
- 클라우스 부어만 - 베이스 기타